# شبکه کلمه
شبکه کلمه یکی‌از تلویزیون‌های ماهواره‌ایِ اهل‌سنتِ ایران به زبان فارسی در خارج از ایران و مستقر در لندن است. محور برنامه‌های این شبکه، ترویج و آموزش های مذهبی اهل سنت و موضوعات دینی، سیاسی و اجتماعی است که نسبت به ایران و افغانستان، تمرکز دارد.

## برنامه‌ها
این شبکه حدوداً ۲۷ برنامه زنده و ضبط شده دارد که به صورت ۲۴ ساعته پخش می‌شود.
در سال‌های اخیر دوبلهٔ فارسیِ مجموعه‌های تلویزیونی عمر، معاویه و حسن و حسین و صلاح‌الدین ایوبی از شبکه‌های کلمه و نور پخش شده است.

## بینندگان
بیشتر مخاطبان این شبکه ساکنان ایران و افغانستان و تاجیکستان هستند، ولی برنامه‌های این شبکه در اروپا و خاورمیانه از طریق ماهواره‌ها و در سراسر جهان از طریق پخش زندهٔ اینترنتی در دسترس است.